# Maddison Keeney
Maddison Keeney (Auckland, 23 de maio de 1996) é uma saltadora australiana, especialista no trampolim, medalhista olímpica.

## Carreira

### Rio 2016
Keeney representou seu país nos Jogos Olímpicos de Verão de 2016, na qual conquistou uma medalha de bronze no trampolim sincronizado com Anabelle Smith.
No trampolim individual ficou com a quinta colocação com 349,65 pontos.